# 난징 피아트
난징 피아트(영어: Nanjing Fiat Automobile, 중국어 간체자: 南京菲亚特汽车有限公司, 정체자: 南京菲亞特汽車有限公司, 병음: Nánjīng fēiyàtè qìchē yǒuxiàn gōngsī)는 중국 난징시 장닝구의 경제기술개발구에 본사를 둔 자동차 제조업체였다. 이 회사는 1999년 4월 피아트와 난징 자동차 그룹 간의 합작투자로 30억 위안의 투자를 받아 설립되었다. 난징 피아트는 중국 시장을 위해 연간 약 30,000에서 35,000대의 차량을 생산했다.

## 역사
생산은 2001년 11월 피아트 팔리오로 시작되었다. 2002년 9월에는 피아트 시에나, 2003년 6월에는 피아트 팔리오 위크엔드와 피아트 도블로가 뒤를 이었다. 2006년 7월에는 피아트 페를라의 생산이 시작되었다. 페를라는 난징 피아트가 출시한 마지막 모델이었다. 또 다른 모델인 피아트 리네아는 난징 피아트가 토파쉬 A.Ş. 및 피아트 도 브라질 Ltda.와 협력하여 개발했다. 출시는 2006년 11월로 예정되어 있었으나, 난징 자동차 그룹이 연말까지 자동차 생산을 중단하도록 강요했기 때문에 출시되지 못했고, 협력 관계는 공식적으로 종료되었다. 2006년 10월, 피아트는 중국 시설에서의 생산을 중단했다. 난징 피아트는 영국 로버 그룹의 중국 후계자인 로위로 대체되었다.
난징 피아트의 대부분의 공구는 2008년 조티가 인수했다. 조티는 2009년에 피아트 멀티플라를 조티 무티플란으로, 2011년에는 팔리오/시에나의 업데이트 버전을 조티 Z200으로 생산하기 시작했다.
2012년 7월, 피아트는 새로운 중국 합작회사를 설립했다. 이 회사는 GAC 피아트 크라이슬러로 알려져 있다.

## 주요 차종

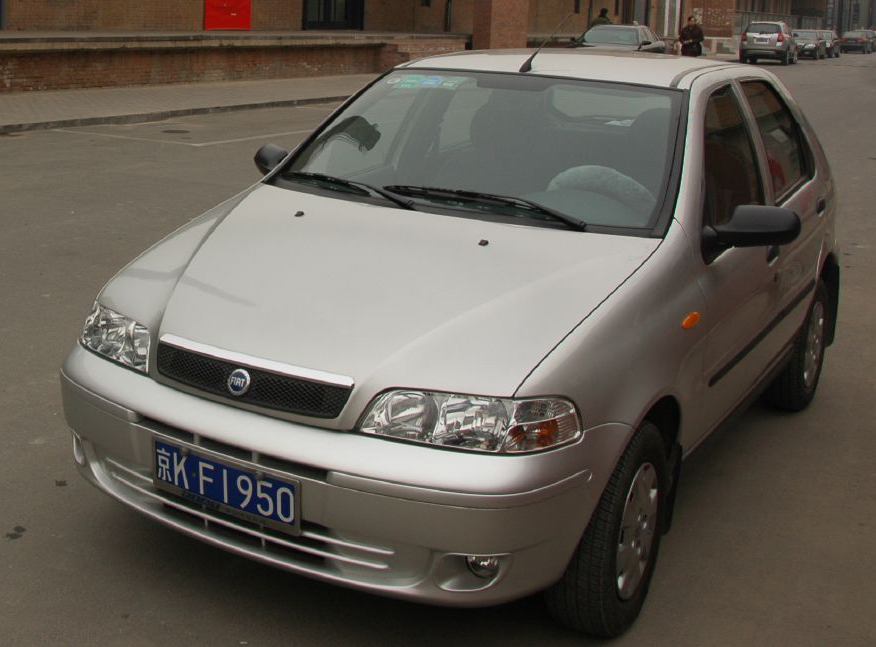
피아트 팔리오 菲亚特派力奥 2001년 11월 – 2006년 10월
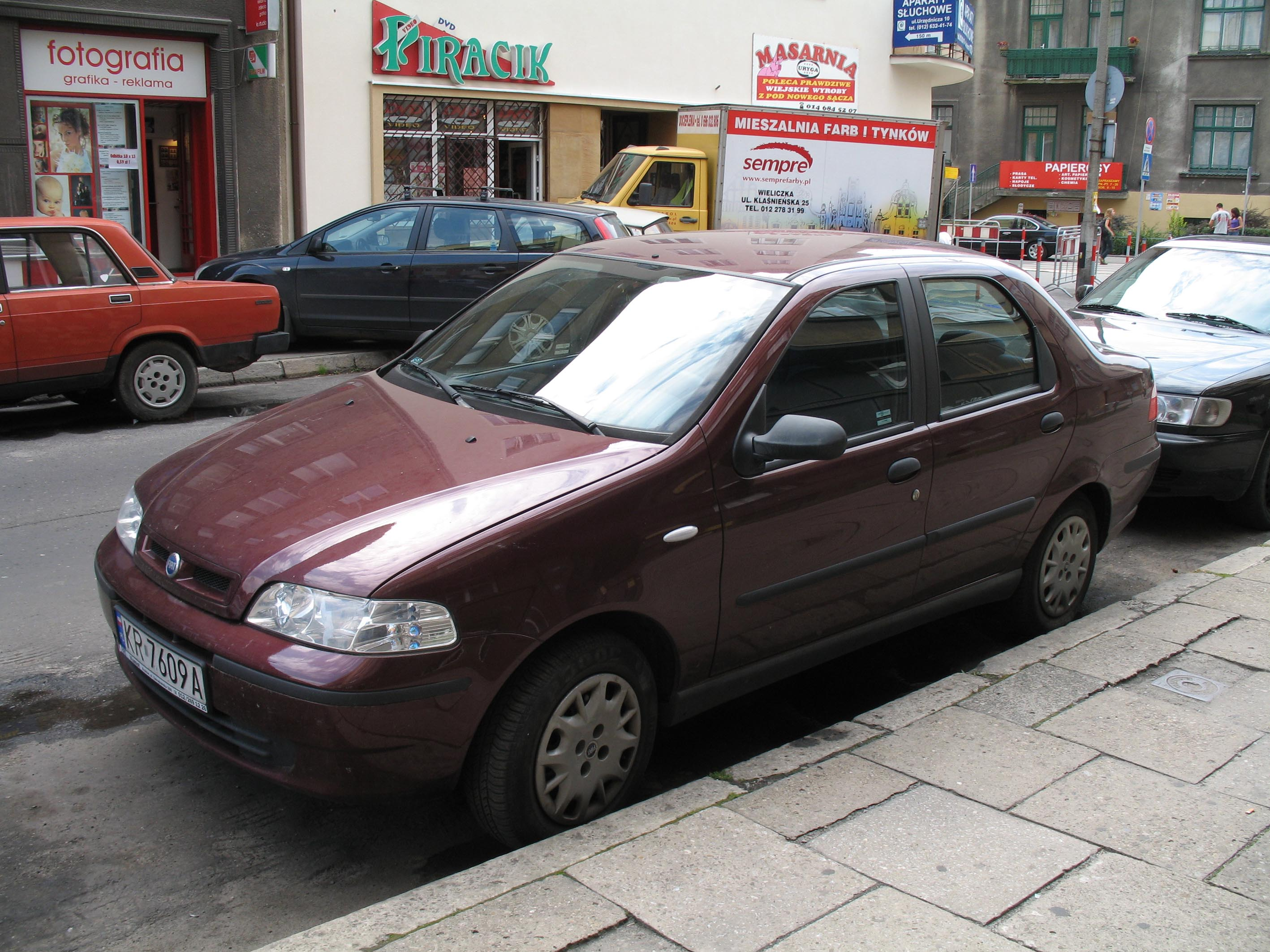
피아트 시에나 菲亚特西耶那 2002년 9월 – 2006년 10월
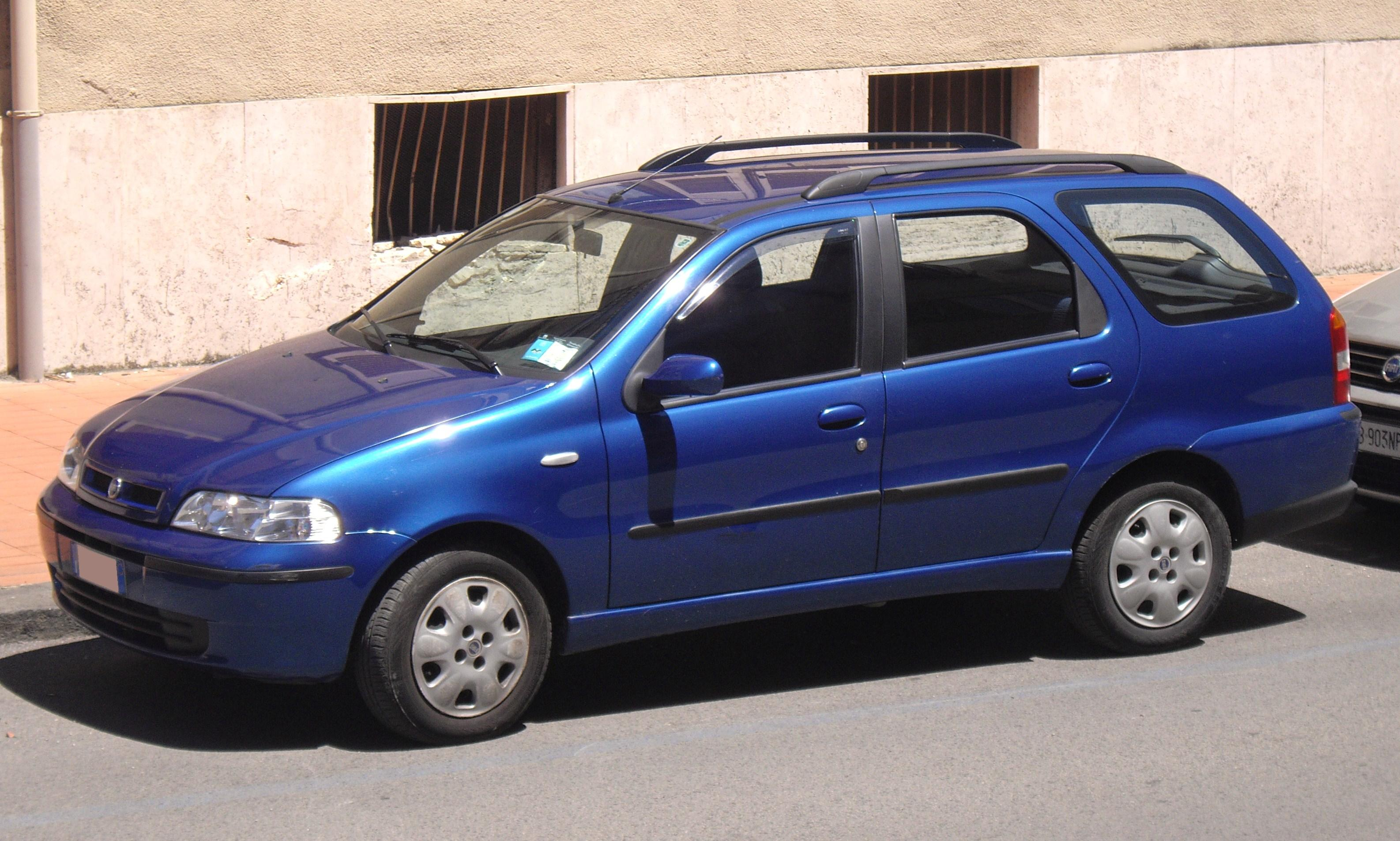
피아트 팔리오 위크엔드 菲亚特派力奥 2003년 6월 – 2006년 10월
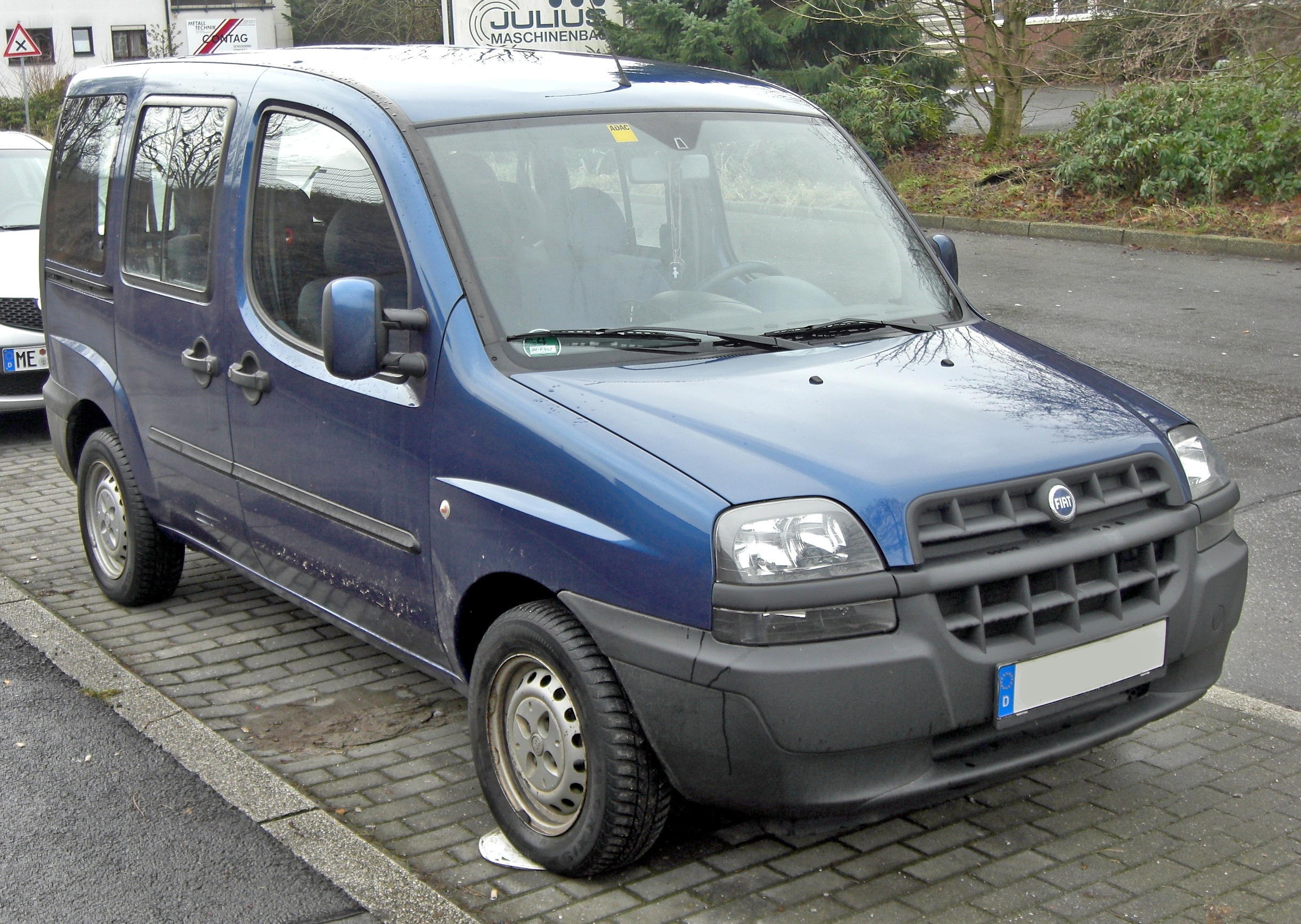
피아트 도블로 菲亚特多宝 2003년 6월 – 2006년 10월
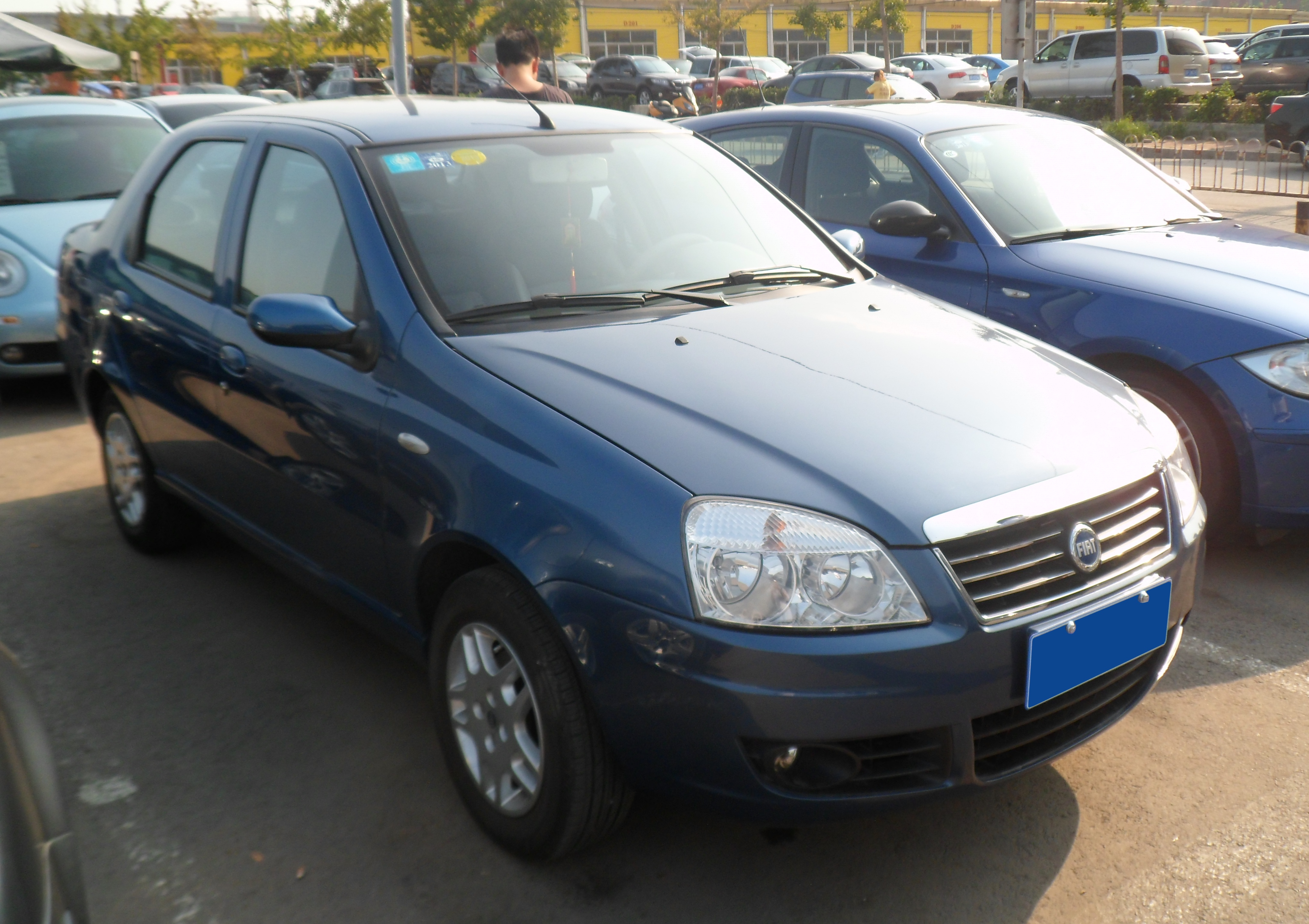
피아트 페를라 菲亚特派朗 2006년 7월 – 2006년 10월
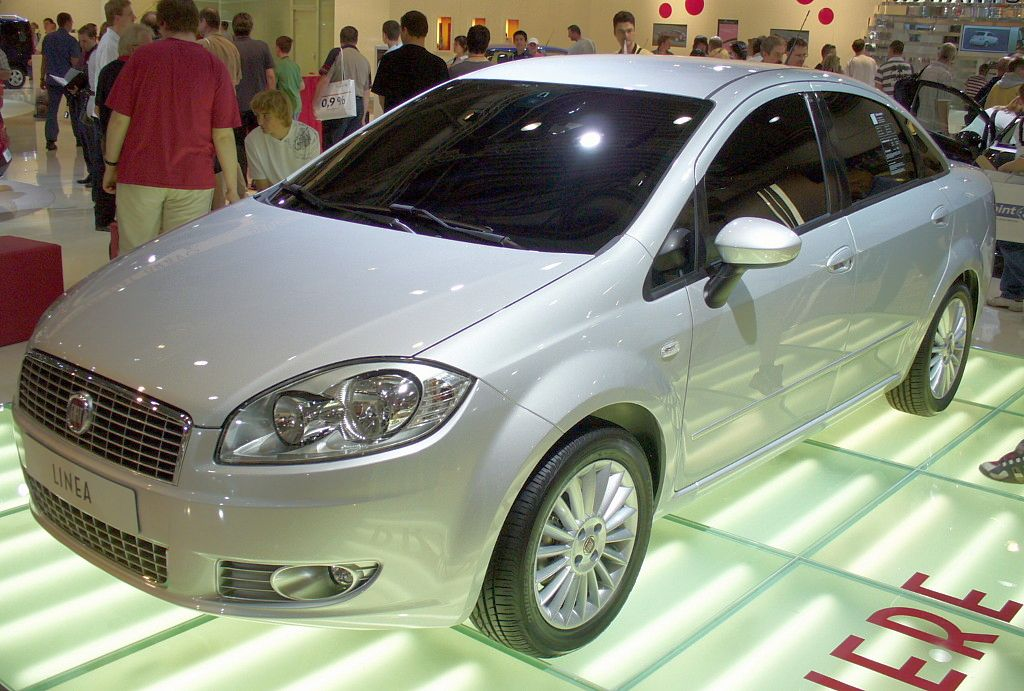
피아트 리네아 菲亚特领雅 생산되지 않음